# لا برايري (إلينوي)
لا برايري (بالإنجليزية: La Prairie, Illinois)‏ هي بلدة أمريكية تقع في الولايات المتحدة في إلينوي. يقدر عدد سكانها بـ 47 نسمة .